# Асамці
Аса́мці (асамія, ахоми, власна назва ахомія, асс. অসমীয়া জাতি) — народ на північному сході, населяє район середньої течії річки Брахмапутра в штаті Асам (Індія). За переписом населення 2001 року, в Індії проживало 13 168 484 асамців, або, як їх прийнято називати в Індії, носіїв асамської мови; в штаті Асам їх було 13 010 478 осіб. За межами Асаму найбільші групи асамців живуть в індійських штатах Аруначал-Прадеш та Мегалая, а також в Бутані та Бангладеш.
Асамська мова є дуже близькою до бенгальської, належить до числа мов індоарійської групи.
Асамці — європеоїди.

## Історія
Першою державою на території Асаму було царство Камарупа (350—1140). Магабгарата і Рамаяна згадують цю область під назвою Прагджьотіша.
У XIII столітті царство розпалось. На його місці постав ряд менших держав: Камата на заході, Качарі (Дімаса) в центрі, Сутія (Садія) на сході. У 1228 році на території між Качарі та Сутія виникає держава Ахом (1228—1826), заснована шанами (інакше — ахомами), народом тайського походження, що прийшов з території сучасної М'янми. Ахом розширив свої володіння на всю територію Асаму, а самі ахоми прийняли мову, релігію (індуїзм) і більш високу культуру місцевого населення. Вони асимілювалися і, разом з тим, дали своє ім'я асамському народові.
У складі незалежної Індії Асам став окремим штатом.

## Господарство
Основне заняття асамців — землеробство. Головною сільськогосподарською культурою є рис. Вирощують також просо, чай, джут, тютюн, бавовник, цукрову тростину, гірчицю, кукурудзу, бобові, арахіс, кунжут, банани, мангові дерева, овочі, бетель. Асамський чай відомий своєю якістю на весь світ. Він є головною плантаційною культурою штату.
Рис сіють у квітні-травні, отриману розсаду у червні-липні висаджують на залиті водою поля. Ця подія вважається в Асамі великим святом. Урожай збирають у грудні-січні.
Розводять переважно робочу худобу (буйволи, бики). Серед ремесел і промислів в Асамі розвинуті виробництво шовку, ткацтво, а також плетіння, виготовлення різноманітних виробів із бамбука, гончарство, ювелірна справа, різьблення по слоновій кістці.
Частина асамців зайнята в промисловості. На плантаціях штату працюють переважно вихідці з інших штатів.

## Культура
Асамські жінки носять довгу пряму спідницю (мекла) і кольорову кофту, а поверх них обгортають тіло довгою шаллю, зазвичай із тієї ж тканини, що й спідниця. Одружені жінки додатково накидають на себе чадар (широке покривало). Майже весь одяг виготовляють із шовку.
Національний одяг чоловіків — дхоті, білі сорочки, які носять навипуск. Коли холодно, вдягають довгі куртки або накидають на плечі шалі.
У спеку та під час польових робіт на голову вдягають крислаті капелюхи з бамбука, часто прикрашені шматочками кольорової тканини та скельцями.
Селянська садиба в Асамі складається з 3-4 будівель: житлова хата, загін для худоби, комора. Хати ставлять на невисокому глиняному фундаменті, біля річок — на палях. Каркас складається з бамбука, стіни обмазують глиною, іноді білять. Хата має земляну долівку і дах, критий листям. Заможні сім'ї мають окрему кухню, підлога в житлових приміщеннях у них цементована, а дах критий черепицею або бляхою.
У сім'ях, де багато синів, коли ті одружуються, до батьківської хати добудовують додаткові житлові приміщення. На селі дорослі сини зі своїми сім'ями часто живуть разом із батьками і мають спільне господарство.
Головна їжа — рис із прянощами, овочами, рибою. Їдять також м'ясо кіз і домашньої птиці.
Їдять зазвичай руками, спочатку чоловіки, а тоді жінки. Перед тим, як сідати до столу, обов'язково здійснюють обмивання.

## Релігія
Більшість асамців дотримується індуїзму. Здавна в Асамі отримала поширення шайвістська течія цієї релігії, заснована на шануванні бога Шиви. Дуже популярним тут також є культ Шакті, зосереджений на шануванні жіночого начала. Багато прихильників також має вайшнавізм, переважно у формі крішнаїзму.
Асамські храми за своїм архітектурним стилем відрізняються від індуїстських храмів Північної Індії. Тут вони невисокі, масивні, їх стіни прикрашені напівколонами і нішами.
Багато традиційних свят асамців не пов'язані з релігійними культами індуїзму. Їх коріння сягає більш давніх часів.
Поділ на касти в Асамі є менш жорстким, ніж у більшості індуїстських народів, практично немає недоторканих каст.